# Hikōnin Sentai Akibaranger
Hikōnin Sentai Akibaranger (非公認戦隊アキバレンジャー, Hikōnin Sentai Akibarenjā, littéralement Akibaranger, l'escadron officieux) est une série télévisée japonaise parodique du genre sentai en 26 épisodes de 26 minutes produite en 2012.

## Synopsis
Trois otakus sont recrutés pour protéger Akihabara contre une menace ennemie.

## Personnages

### Akiba Rangers
- Nobuo Akagi (赤木 信夫, Akagi Nobuo?) / Akiba Red (アキバレッド, Akiba Reddo?) (1-26)
- Mitsuki Aoyagi (青柳 美月, Aoyagi Mitsuki?) / Akiba Blue I (初代アキバブルー, Shodai Akiba Burū?) (1-14)
- Luna Iwashimizu (石清水 美月, Iwashimizu Runa?) / Akiba Blue II (２代目代アキバブルー, Nidaime Akiba Burū?) (15-26) 
  - En début de seconde saison, l'unique changement intervenant sur l'uniforme d'Akiba Blue concerne la fausse chevelure présente sur son casque. Seule la tête d'ours en peluche visible sur l'arrière de sa culotte reste inchangée.
- Yumeria Moegi (萌黄 ゆめりあ, Moegi Yumeria?) / Akiba Yellow (アキバイエロー, Akiba Ierō?) (1-26) est une fan de cosplay. Son vrai nom est « Yuko Yamada » (「山田 優子」, « Yamada Yūko »?). 
  - En début de seconde saison, deux changements interviennent sur son uniforme ; la fausse chevelure présente sur son casque est séparée en deux mini-chignons indépendants, et l'expression « femme mariée » (「人妻」, « hitozuma »?) est visible sur l'arrière de sa culotte.

### Soutien
- Hiroyo Hakase (博世 葉加瀬, Hakase Hiroyo?)
- Kozkoz Mita (三田 こずこず, Mita Kozukozu?)

### Corporation Stema Otsu
Le Groupe maléfique de la Croporation Stema Otsu (邪団法人ステマ乙, Jadan Hōjin Sutema Otsu) affronte les Akiba Rangers durant la première saison de la série. Sous l'influence de Saburô Hatte, le Docteur Z reforma le groupe en tant qu'Empire Delusion (デリュージョン帝国, Deryūjon Teikoku). Après la trahison du Général Tsuu par Malseena, le nom d'origine fut repris.
- Le Docteur Z (ドクターＺ, Dokutā Zetto?) est le chef de la Corporation. Son vrai nom est Takehiro Tsuzuki (都築丈博, Tsuzuki Takehiro?)
- Malseena (マルシーナ, Marushīna?) est la némésis récurrente des Akiba Rangers.
- Delu Knight (デリューナイト, Deryū Naito?) est le directeur exécutif de la Corporation.
- Les Shatieeks (シャチーク, Shachīku?) sont les fantassins de la Corporation.
- Les Chief Clerks (係長, Kakarichō?) sont les monstres envoyés sur Terre par la Corporation.

## Épisodes
Première saison
1. La douleur est un pouvoir (痛さは強さ, Itasa wa Tsuyosa?)
2. L'activation d'un véhicule bizarrement décoré entraîne une explosion d'illusion rouge (再起する痛魂が喚ぶ赤き妄想のフルブラスト, Saiki suru Itakon ga Yobu Akaki Mōsō no Furu Burasuto?)
3. La douleur ! L'aventure des super-héros ivres ! (痛タッ！酔いどれヒーロー大冒険！！, Itata! Yoidore Hīrō Dai Bōken!!?)
4. L'illusion interdite conduit à la douleur de la corruption bleue (禁じられた妄想は青い背徳の痛み, Kinjirareta Mōsō wa Aoi Haitoku no Itami?)
5. Êta êta ☆ Maman Yellow (イタイタ☆イエローママ, Itaita ☆ Ierō Mama?)
6. Envole-toi, Ancêtre ! Piège douloureux au tournage du film illusionnel (はばたけ大御所！妄想撮影所の痛い罠, Habatake Ōgosho! Mōsō Satsueijo no Itai Wana?)
7. Vole, Itassher, dépasse les limites ! (妄走イタッシャー限界突破せよ！, Mōsō Itasshā Genkai Toppa seyo!?)
8. Les liens tissés lors d'un entraînement spécial douloureux conduisent à un complot (痛き特訓の絆は公認ロードの陰謀交差点, Itaki Tokkun no Kizuna wa Kōnin Rōdo no Inbō Kōsaten?)
9. La douleur du Sentai, dissous. (痛戦隊、解散。, Ita Sentai, Kaisan.?)
10. La malédiction douloureuse non officielle et un nouveau départ (非痛なるZの呪い ― そして新章へ, Hiita naru Zetto no Noroi ― Soshite Shin Shō e?)
11. La seconde génération est un guerrier frais et sans douleur (二代目はサワヤカ無痛戦士, Nidaime wa Sawayaka Mutsū Senshi?)
12. Encore plus douloureux : Au revoir Sentai illusionnels (最痛回　さらば妄想戦隊, Saitsūkai Saraba Mōsō Sentai?)
13. Performance en revue ! Si ça fait pas mal, tout va bien ! (反省会！痛くなければザッツオーライ！, Hanseikai! Itakunakereba Zattsu Ōrai!?)

Seconde saison
1. La guerre des désillusions (妄想大戦, Mōsō Taisen?)
2. Désillusion chinoise (妄想中華, Mōsō Chūka?)
3. Art martial illusoire (妄想拳劇, Mōsō Kengeki?)
4. La déesse des désillusions (妄想女神, Mōsō Megami?)
5. Importation de désillusions (妄想輸入, Mōsō Yunyū?)
6. Maîtresse des désillusions (妄想娘娘, Mōsō Nyannyan?)
7. Espionnage désillusoire (妄想間者, Mōsō Kanja?)
8. La belle guerre des désillusions (妄想美闘, Mōsō Bitō?)
9. Une deuxième désillusion (妄想弐號, Mōsō Nigō?)
10. Désillusion d'une confession sur l'oreiller (妄想枕語, Mōsō Makurakotoba?)
11. Le cimetière des désillusions (妄想墓地, Mōsō Bochi?)
12. L'apôtre des désillusions (妄想使徒, Mōsō Shito?)
13. Analyse des désillusions (妄想集編, Mōsō Shūhen?)

## Distribution
Les héros
- Masato Wada : Nobuo Akagi / Akiba Red
- Kyoko Hinami : Mitsuki Aoyagi / Akiba Blue I
- Shione Sawada : Luna Iwashimizu / Akiba Blue II
- Karin Ogino : Yumeria Moegi / Akiba Yellow

Soutien
- Maaya Uchida : Hiroyo Hakase
- Kozue Aikawa : Kozkoz Mita

La Corporation Stema Otsu
- Kazuki Yao : Docteur Z
- Honoka : Malseena
- Hiroaki Hirata : Delu Knight (voix)